# Eugalta shaanxiensis
Eugalta shaanxiensis là một loài tò vò trong họ Ichneumonidae.